# Qui té por de la història?
Qui té por de la història? és un podcast en català, creat el novembre del 2023 i produït pel Departament de Patrimoni Cultural del Ministeri de Cultura, Joventut i Esports del Govern d'Andorra, basat en el projecte Relat Històric d'Andorra impulsat pel mateix departament. La temàtica principal és la història d'Andorra i a cada capítol s'entrevista a un expert sobre un tema en concret o un període determinat. També s'inclouen apartats sobre curiositats i es fan lectures de documents originals.
Està conduit per l'historiador Pau Chica, i la periodista Roser Porta, en substitució de l'arxivera Andrea Regadera.

## Episodis
| Capítol | Títol                                                     | Convidat                           | Durada   |
| ------- | --------------------------------------------------------- | ---------------------------------- | -------- |
| C1      | El mite de Carlemany                                      | Oliver Vergés                      | 55:21    |
| C2      | Etnobotànica: els usos tradicionals de les plantes, amb   | Canòlich Àlvarez                   | 01:01:52 |
| C3      | La prehistòria a Andorra. Desmuntem mites                 | Gerard Remolins                    | 01:01:13 |
| C4      | La restauració de Ràdio Andorra                           | Mireia Garcia                      | 01:13:04 |
| C5      | La frontera entre la història i la ficció                 | Iñaki Rubio                        | 01:07:25 |
| C6      | Els primers turistes a Andorra, fondes i hotels           | Ludmilla Lacueva                   | 01:03:03 |
| C7      | Històries de campanes i de campaners                      | Robert Lizarte                     | 01:02:15 |
| C8      | El romànic en detall                                      | Alba Pampalona                     | 01:04:29 |
| C9      | Andorra i l'imperi romà                                   | Quim Valera                        | 01:11:10 |
| C10     | Andorra independent                                       | Carles Gascón                      | 01:21:59 |
| C11     | L'Andorra rupestre, gravats i símbols                     | Jordi Casamajor                    | 01:08:24 |
| C12     | Dones i història                                          | Paula Przbylowicz i Alba Oampalona | 01:25:11 |
| C13     | Tot el que volies saber sobre Boris I, el "rei" d'Andorra | Jorge Cebrián                      | 01:07:15 |